# Louis Verhelst
Louis Verhelst (Menen, 28 de agosto de 1992) es un ciclista profesional belga que actualmente corre para el equipo continental Tarteletto-Isorex.

## Palmarés
2013
- 1 etapa de la Boucle de l'Artois
- 1 etapa del Circuito de las Ardenas
- 1 etapa del Tour de Bretaña

2017
- 3 etapas del Tour de la Reconciliación de Costa de Marfil

## Equipos
- Etixx-iHNed (2013)
- Cofidis, Solutions Crédits (2013[1]-2015)
- Roubaix-Lille Métropole (2016)
- Pauwels-Vastgoedservice (2017)
- Tarteletto-Isorex (2018)